# 20-та парашутна дивізія (Третій Рейх)
20-та парашу́тна диві́зія (нім. 20. Fallschirm-Jäger-Division) — парашутна дивізія в складі повітряно-десантних військ Німеччини, що діяла з квітня по травень 1945 в Голландії.

## Історія
20-та парашутна дивізія розпочала формування в районі міста Ассен на півночі Нідерландів у березні 1945. Полки та батальйони комплектувалися особовим складом з підрозділів та частин резерву, запасних формувань, а також формувань повітряно-десантних військ, що були розформовані внаслідок розгрому.
8 травня 1945 капітулювала британським військам на півночі Нідерландів.

## Райони бойових дій дивізії
- Нідерланди (квітень — травень 1945).

## Склад дивізії
| Бойовий склад 20-ї пд | |
| Постійні              | |
| 1945                  | - штаб дивізії (Stab (Stab, Rest-Kommando, Flugbereitschaft, Kradmeldezug); - 58-й парашутний полк (Fallschirm-Jäger-Regiment 58); - 59-й парашутний полк (Fallschirm-Jäger-Regiment 59); - 60-й парашутний полк (Fallschirm-Jäger-Regiment 60); - 20-й артилерійський дивізіон (Fallschirm-Artillerie-Abteilung 20); - 20-й інженерно-саперний полк (Fallschirm-Pionier-Regiment 20); - 20-та протитанковий дивізіон (Fallschirm-Panzer-Jäger-Abteilung 20); - 20-та зенітний дивізіон (Fallschirm-Flak-Abteilung 20); - 20-та мінометний дивізіон (Fallschirm-Granatwerfer-Bataillon 20); - 20-та транспортний батальйон (Fallschirm-Kraftfahr-Abteilung 20); - 20-та медико-санітарний батальйон (Fallschirm-Sanitäts-Abteilung 20); - 20-й рота зв'язку (Fallschirm-Nachrichten-Kompanie 21). |

## Командир дивізії
- генерал-майор Вальтер Барентін (5 квітня — до кінця війни).